# Cowin C3
El Cowin C3 sedan i el Cowin C3R hatchback, és un cotxe subcompacte fabricat pel fabricant d'automòbils xinès Cowin Auto (filial de Chery Automobile). Cowin Auto, o Kaiyi (凯翼) és una nova marca de cotxes sota Chery Automobile amb Cowin derivant d'una línia de productes en una marca pròpia.

## Cowin C3

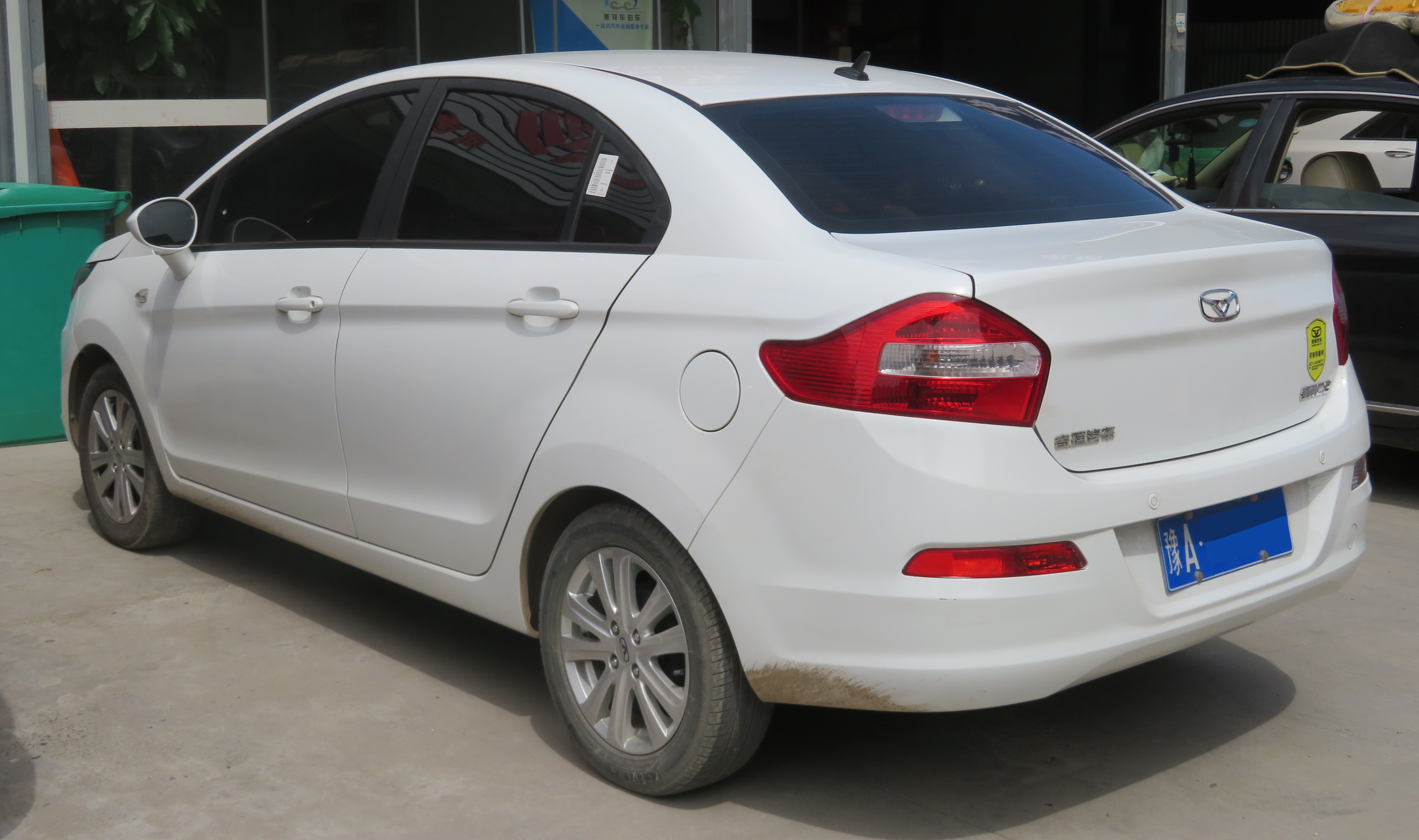
Chery Cowin C3 rear

El prototip Cowin C3 i Cowin C3R van debutar durant el Saló de l'Automòbil de Chengdu 2014 a la Xina,
La versió de producció de la berlina subcompacte Cowin C3 va debutar durant el Saló de l'Automòbil de Guangzhou de 2014,
mentre que la berlina Cowin C3 de producció es va llançar al mercat d'automòbils xinès al novembre poc després del seu debut amb preus que van des dels 45.800 iuans fins als 51.800 iuans al llançament. Prices of the Cowin C3 were later adjusted to 57,800 yuan to 60,800 yuan.

## Cowin C3R and Cowin C3R EV

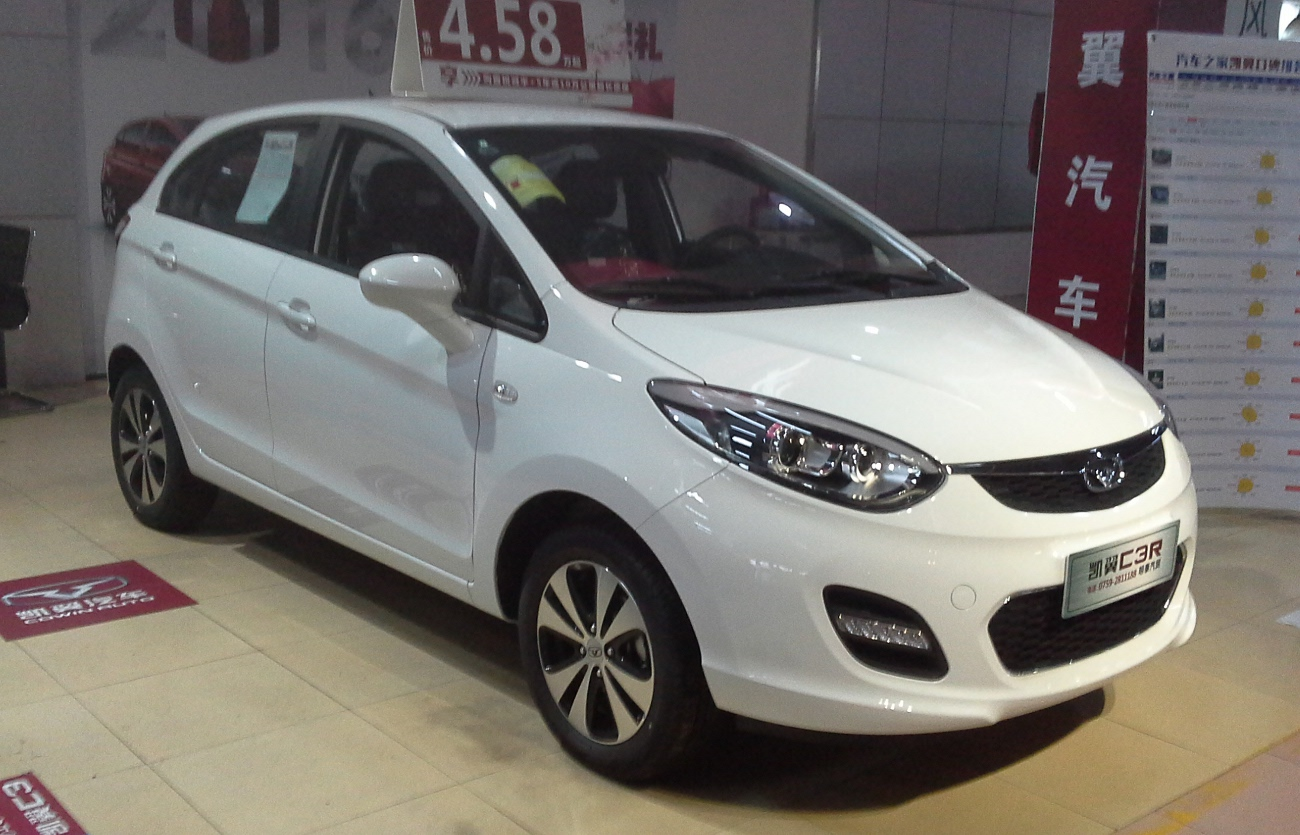
Cowin C3R

El hatchback Cowin C3R es va llançar més tard al mercat d'automòbils xinès el 8 d'abril de 2015 amb preus que comencen a 45.800 iuans i acaben en 51.800 iuans (7.378 - 8.334 dòlars) al llançament. Els preus del Cowin C3R es van ajustar posteriorment a 57.800 iuans a 60.800 iuans, que és el mateix que el sedan.
Més tard, l'octubre de 2016 es va llançar una versió elèctrica anomenada Cowin C3R EV amb un motor elèctric de 57 CV i 150 nm de parell. L'autonomia del Cowin C3R EV és de 200 quilòmetres i la velocitat màxima seria d'uns 100 quilòmetres per hora.

## Chery eQ2
El Chery eQ2 és una versió elèctrica reanomenada del Cowin C3. L'eQ2 té un motor elèctric de 57 cavalls de potència i una autonomia d'uns 402 km. AEl model anomenat Chery New Energy eQ2 Driving School Version es va llançar el 2018 i inclou una simulació de tacòmetre, pedal d'embragatge i canvi de cinc velocitats.